# Sam Wills
Sam Wills (Timaru, 28 de agosto de 1978) é um comediante, busker e palhaço de Timaru, Nova Zelândia, residente em Las Vegas, Nevada, EUA. Ele se apresenta sob o nome de The Boy With Tape On His Face e, mais recentemente, como Tape Face. Ele também se apresentou como Spitroast e, às vezes, sob seu próprio nome, Sam Wills. Ele foi apresentado no Festival Internacional de Comédia da Nova Zelândia, no World Buskers Festival, e foi finalista na 11.ª temporada do America's Got Talent.